# Strongylaspis aurea
Strongylaspis aurea là một loài bọ cánh cứng trong họ Cerambycidae.